# Православие в Дании
Православие в Дании (дат. Ortodoxi i Danmark) — одна из традиционных христианских деноминаций, получившая распространение на территории Дании с XIX века. Православие исповедует около 0,04 % населения страны (2 тыс. человек в 2012 году).

## История
Первые семена христианства были принесены в Данию в IX веке первым её просветителем — епископом Ансгаром. До недавнего времени древнейшим изображением фигуры Христа на территории Датского королевства считался рисунок на рунном камне в Еллинге, установленном Харальдом Синезубым во второй половине X века, однако, сделанная 11 марта 2016 года археологическая находка золотого креста в местечке Аунслев на острове Фюн, может претендовать на более ранний статус.
Благодаря торговым связям с Великим Новгородом православие было хорошо известно в средневековой Дании.

## Русская православная церковь

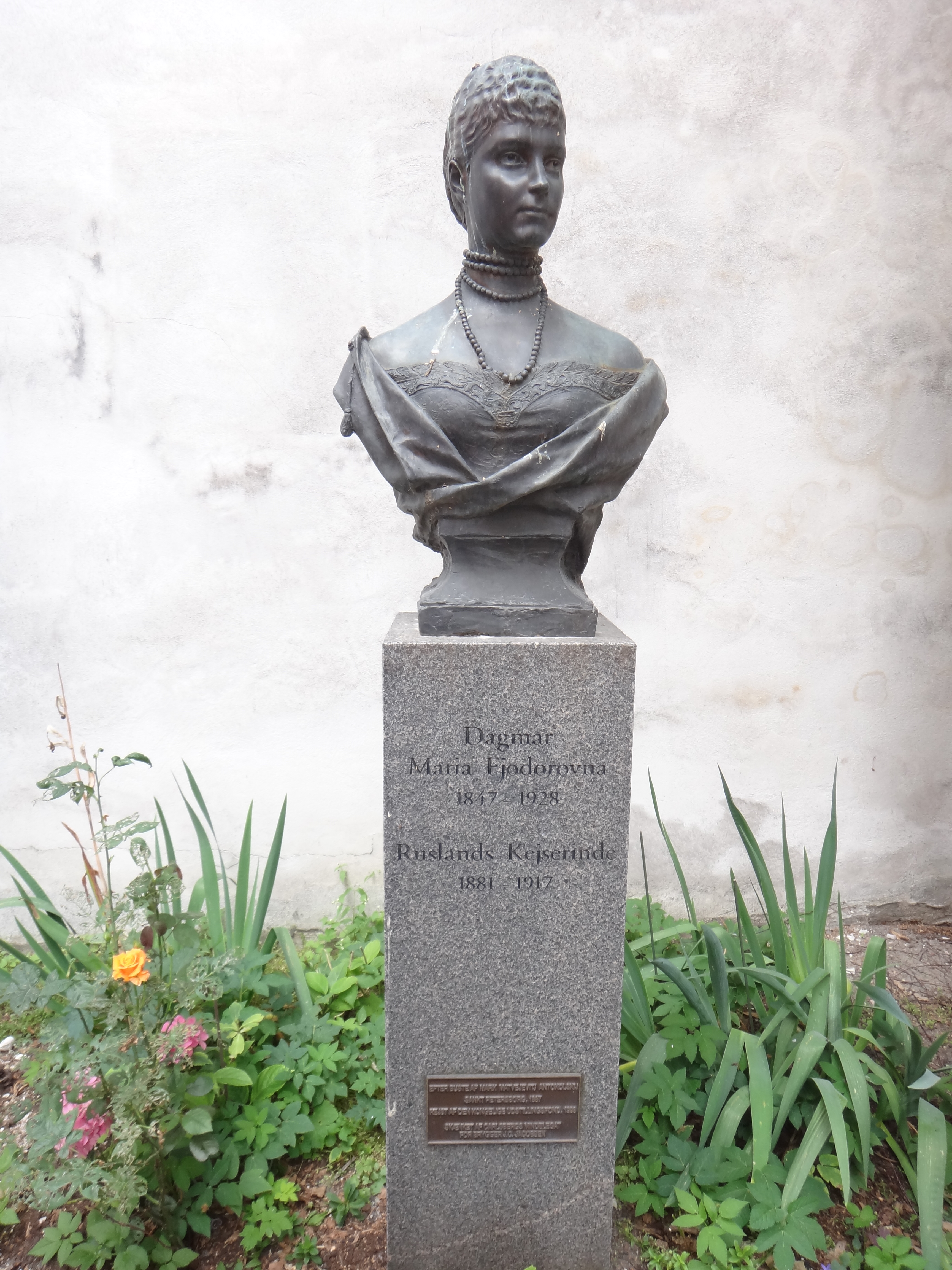
Бюст императрицы Марии Федоровны во дворе русского храма в Копенгагене

Первый русский православный храм в Копенгагене был освящён во второй четверти XVIII века в доме русского посла, но в силу своего дипломатического статуса он по большей части не был доступен для русской православной диаспоры.
Русская православная церковь была официально представлена в Дании со второй половины XIX века благодаря династическому браку, заключённому между наследником российского престола цесаревичем Александром и датской принцессой Дагмарой, принявшей православие. По желанию императрицы Марии Фёдоровны, в 1881 году русское правительство приобрело участок на улице Bredgade и ассигновало 300 000 рублей, куда входили 70 000 из личной кассы императора Александра III. В том же году была начата постройка храма. Церковь строилась по проекту профессора Д. Н. Гримма. В строительстве участвовали директор датской академии художеств профессор Ф. Мельдаль и местный архитектор Альберт Х. Нильсен (дат. Albert Nielsen)
29 августа (10 сентября) 1881 года храм был освящен протоиереем Иоанном Янышевым в сослужении с протоиереем Н. И. Волобуевым и иеромонахом Александро-Невской лавры Митрофаном I-м. На освящении присутствовали Александр III, Мария Фёдоровна, цесаревич Николай Александрович, великий князь Георгий Александрович, великая княжна Ксения Александровна датский король Христиан IX и греческая королева Ольга Константиновна.
Русские священнослужители — протоиерей Николай Волобуев и священник Александр Щелкунов осуществили первые переводы Литургии Иоанна Златоуста и Василий Великого, заложив основу в дело перевода православных богослужебных и вероучительных книг на датский язык.
В 1920 годы Церковь в честь святого Александра Невского находилась в юрисдикции Управляющего русскими приходами в Западной Европе Русской православной церкви. В храме молилась, находясь в эмиграции, Мария Фёдоровна, здесь же 19 октября 1928 года, после её кончины митрополит Евлогий (Георгиевский) совершил её отпевание.

### РПЦЗ
С переходом митрополита Евлогия (Георгиевского) в Западноевропейский экзархат русских приходов, церковь оказалась в юрисдикции Константинопольского патриархата. В 1983 году приход святого Александра Невского в Копенгагене со всем имуществом перешёл в ведение Берлинской и Германской епархии Русской православной церкви за границей.
В 2015 году в городе Орхусе по благословению архиепископа (ныне митрополита) Марка (Арндта) был образован приход в честь священномученика Климента, папы Римского, получившего в пользование помещение протестантской церкви (Åby kirke).

### Московский патриархат
В апреле 2000 года часть прихожан храма Александра Невского вышла из юрисдикции РПЦЗ и перешла в лоно Русской православной церкви, основав 19 апреля новый приход святого Александра Невского, расположившийся по адресу Nyhavn, 22.
В настоящее время Московский Патриархат кроме прихода в Копенгагене, имеет приход в честь святителя Николая в городе Орхусе и женскую монашескую общину в честь святых Царственных страстотерпцев в поместье Хесбьерг, близ Оденсе. В приобретённом Русской православной церковью у протестантов помещении в городе Хобро (Onsildgade 1, 9500 Hobrо) были осуществлены работы по его реконструкции и приспособлении для православных богослужений.

## Константинопольский патриархат
Константинопольский патриархат представлен на территории Дании Шведской и Скандинавской митрополией, возглавляемой митрополитом Стокгольмским и Скандинавским Павлом (Меневисоглу).
В Копенгагене был основан греческий православный приход в честь мученика Георгия Янинского. Богослужения для греческой православной общины Дании совершают в близлежащем к столице Роскилле греческие священнослужители, приезжающие несколько раз в год из Стокгольма.

## Сербский патриархат
В 1990-е годы в связи с массовой трудовой эмиграцией в Дании оказалось около тысячи выходцев из Сербии.
В Копенгагене в 1997 году был учреждён сербский православный приход в честь святого Георгия Победоносца, арендующий для богослужений храмы лютеранской церкви Дании.

## Румынский патриархат
Приходы Румынского патриархата на территории Дании входят в состав Северо-Европейской епархии и управляются епископом Скандинавским Макарием (Дрэгой).

## Македонская православная церковь
Македонская православная церковь представлена в Дании приходами в Копенгагене и Орхусе.

## Киевский патриархат
15 декабря 2015 года Священный Синод Украинской православной церкви Киевского патриархата учредил на территории Дании (также Швеции и Норвегии) благочиние своих приходов (швед. Kievpatriarkatets skandinaviska dekanat). Архипастырское окормление новообразованной структуры поручено архиепископу Ровенскому и Острожскому Илариону (Процику) председателю Управления по внешним церковным связям УПЦ КП.

## Российская православная автономная церковь
В 2016 году в городе Брондерслеве, на севере Ютландии в доме многолетней прихожанки РПАЦ Марины Нильсен был устроен домовый храм во имя святого царя-мученика Николая. Первую литургию 29 мая совершил игумен Аркадий (Илюшин), клирик храма Новомучеников и Исповедников Российских на Головинском кладбище в Москве.